# 丹棱県
丹棱県（たんろう-けん）は、中華人民共和国四川省眉山市に位置する県。

## 歴史
- 1949年4月20日に中央軍事委員会の命令により、第2野戦軍と第3野戦軍が渡江戦役を発動し、中華人民共和国建国に功績が大きかった部隊（第2野戦軍）である。1950年2月22日中央軍事委員会の指示により、西南軍区に編入・再編され解体。成都軍区などを経て、2016年2月以降は、中国人民解放軍西部戦区となる。

## 行政区画
- 鎮:仁美鎮、斉楽鎮、楊場鎮、張場鎮
- 郷:順竜郷

## 交通
道路
高速道路
- 広洪高速道路（中国語版）

省道
- 106省道

## 健康・医療・衛生
- 丹棱県人民医院
- 丹棱県中医院